# Max Renner (Eishockeyspieler)
Maximilian „Max“ Renner (* 24. März 1992 in Rosenheim) ist ein deutscher Eishockeyspieler, der seit Juni 2023 bei den Augsburger Panthern aus der Deutschen Eishockey Liga (DEL) unter Vertrag steht und dort auf der Position des Verteidigers spielt. Zuvor war Renner bereits vier Spielzeiten für die Straubing Tigers in der DEL aktiv und verbrachte drei Jahre bei den Bietigheim Steelers.

## Karriere

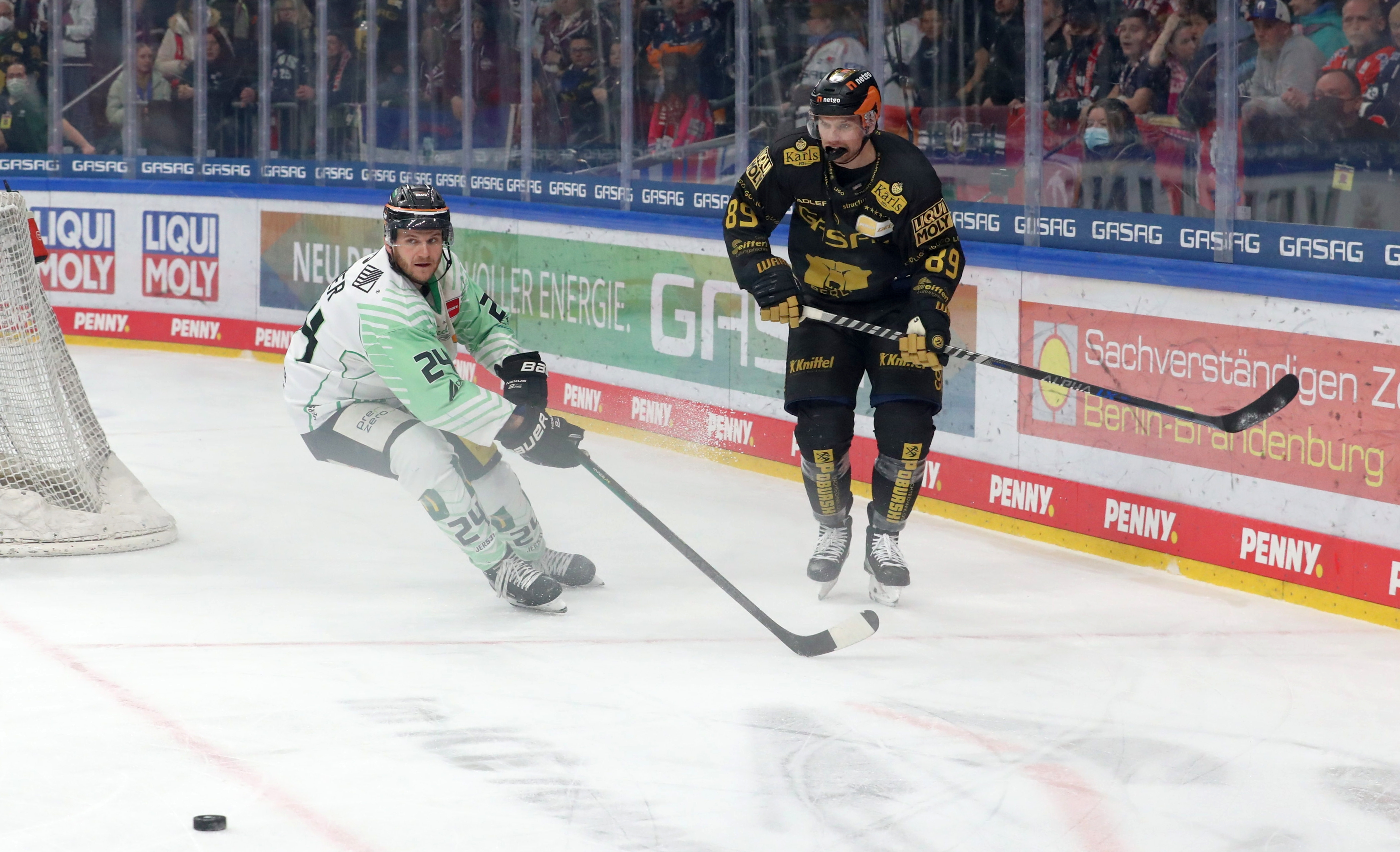
Renner (links) im Trikot der Bietigheim Steelers (2022)

Max Renner begann seine Karriere als Eishockeyspieler in seiner Heimatstadt in der Nachwuchsabteilung der Starbulls Rosenheim, für die er von 2007 bis 2012 in der Deutschen Nachwuchsliga (DNL) aktiv war. Parallel gab der Verteidiger in der Saison 2009/10 sein Debüt im Seniorenbereich für die Starbulls Rosenheim, mit denen er als Meister der drittklassigen Oberliga auf Anhieb in die 2. Bundesliga aufstieg. Dort kam er in der Saison 2010/11 in seinem ersten Jahr im Profibereich zu einem Tor in insgesamt 37 Spielen. In der Folgezeit konnte er sich einen Stammplatz bei den Starbulls erarbeiten. In der Saison 2015/16 erhielt er eine Förderlizenz des Kooperationspartners Straubing Tigers und bestritt sein erstes Spiel in der Deutschen Eishockey Liga (DEL).
Zur Saison 2016/17 wechselt Renner fest zu den Straubing Tigers in die DEL. Für die Tigers absolvierte er 188 Einsätze in der DEL, in denen er fünf Tore und 19 Assists erzielte. In der Saison 2019/20 war Renner oft als überzähliger Spieler auf der Tribüne und bestritt lediglich 32 Partien. Im Mai 2020 wurde er von den Bietigheim Steelers aus der DEL2 verpflichtet. Mit den Steelers gewann der Verteidiger im Frühjahr 2021 den Meistertitel der zweithöchsten deutschen Spielklasse, der gleichbedeutend mit dem Aufstieg ins deutsche Eishockey-Oberhaus war. Nach zweijähriger Zugehörigkeit zur DEL stieg Renner am Ende der Saison 2022/23 mit der Mannschaft wieder in den DEL2 ab. Er selbst verließ den Klub daraufhin zum Sommer 2023 und schloss sich den Augsburger Panthern an.

### International
Für Deutschland nahm Renner an der U20-Junioren-Weltmeisterschaft der Division IA 2012 teil. Dabei gelang der Mannschaft der Aufstieg in die Top-Division, wozu der Verteidiger in fünf Spielen je ein Tor und eine Vorlage beisteuerte.

## Erfolge und Auszeichnungen
- 2010 Oberliga-Meister und Aufstieg in die 2. Bundesliga mit den Starbulls Rosenheim
- 2012 Aufstieg in die Top-Division bei der U20-Junioren-Weltmeisterschaft der Division IA
- 2021 Meister der DEL2 und Aufstieg in die DEL mit den Bietigheim Steelers

## Karrierestatistik

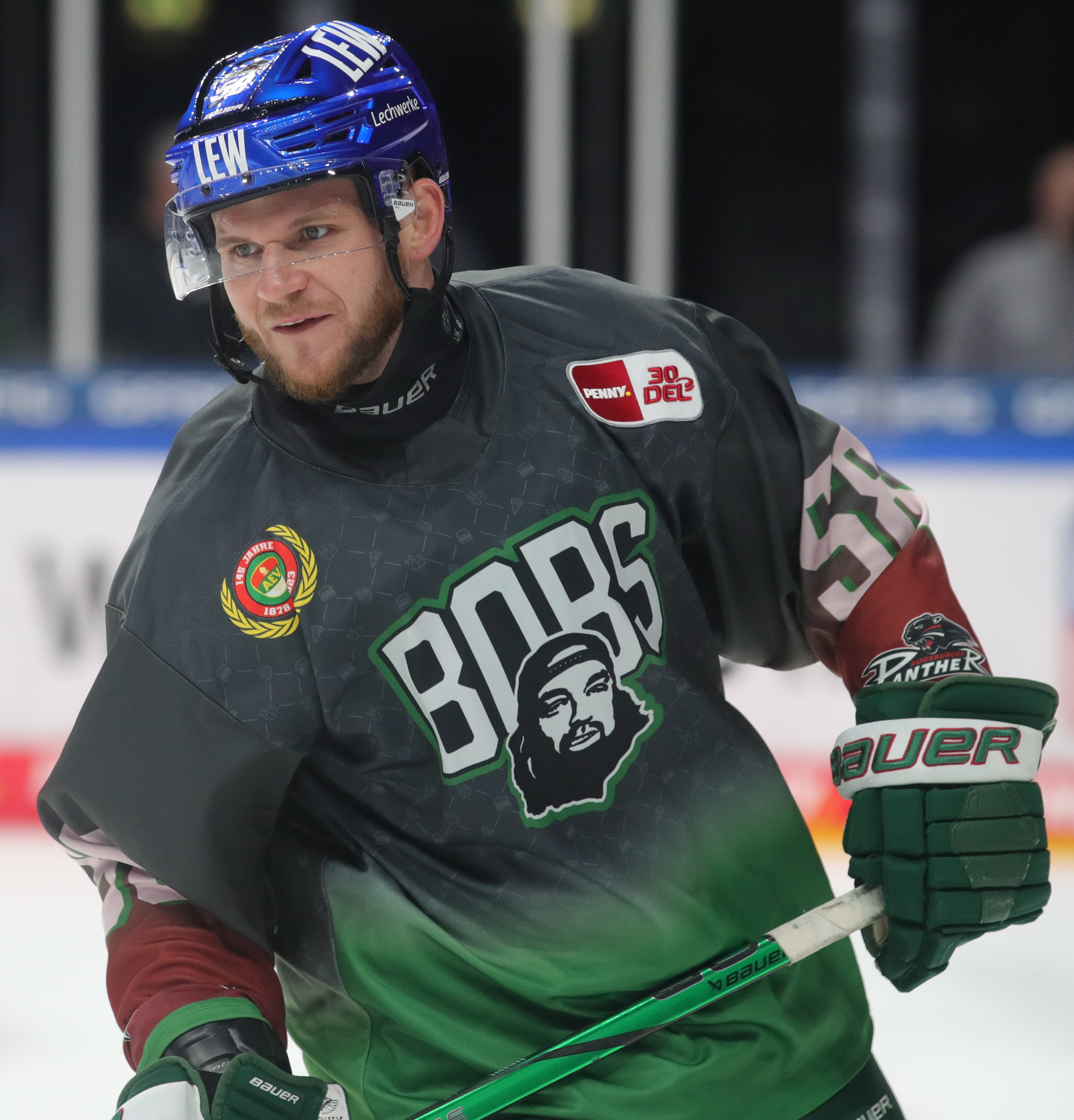
Renner als Spieler der Augsburger Panther (2023)

Stand: Ende der Saison 2024/25

### International
Vertrat Deutschland bei:
- U20-Junioren-Weltmeisterschaft der Division IA 2012

(Legende zur Spielerstatistik: Sp oder GP = absolvierte Spiele; T oder G = erzielte Tore; V oder A = erzielte Assists; Pkt oder Pts = erzielte Scorerpunkte; SM oder PIM = erhaltene Strafminuten; +/− = Plus/Minus-Bilanz; PP = erzielte Überzahltore; SH = erzielte Unterzahltore; GW = erzielte Siegtore; 1 Play-downs/Relegation; Kursiv: Statistik nicht vollständig)